# 西尾久美子
西尾 久美子（にしお くみこ）は、日本の経営学者。近畿大学経営学部教授。神戸大学博士（経営学）。

## 来歴・人物
京都市下京区にて老舗米穀商の家に生まれる。京都府立大学卒業後、大阪ガスに勤務。
退社後の1997年、滋賀大学経済学部に社会人入学する。2001年3月同大学を卒業し、同年4月神戸大学大学院経営学研究科に進学。金井壽宏研究室に所属する。2006年に同研究科博士後期課程修了。「京都花街」を研究対象に選定しフィールドワークを主体として、博士（経営学）を取得した。この博士論文を元に(『京都花街の経営学』)を上梓。
同研究科助手、COE研究員を経て、2008年京都女子大学准教授、2013年京都女子大学教授。2021年4月より現職。専門は組織行動論、経営組織論、キャリア論。

## 著書

### 単著
- 西尾久美子『京都花街の経営学』東洋経済新報社、2007年。ISBN 9784492501764。全国書誌番号:21290676。
- 西尾久美子『舞妓の言葉 : 京都花街、人育ての極意』東洋経済新報社、2012年。ISBN 9784492044797。全国書誌番号:22162461。

## 関連人物
- 伊藤博之
- 小野善生